# Dangorayo
Dangorayo – miasto w północno-wschodniej Somalii (Puntland); w regionie Nugaal; 5 599 mieszkańców (2005). Jest stolicą okręgu Dangorayo.